# 阿倫·哈瑟赫斯特

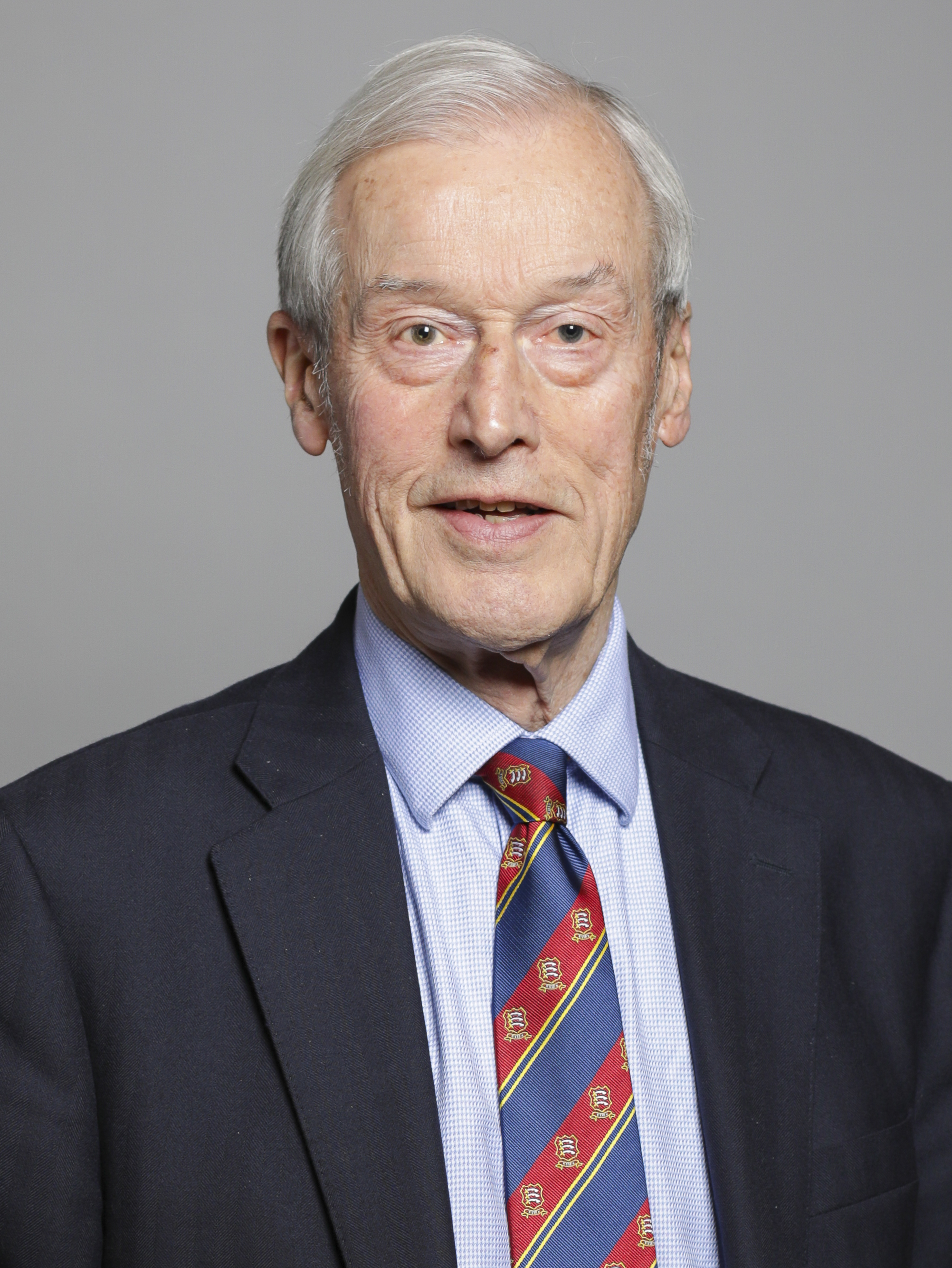
阿倫·哈瑟赫斯特官方肖像

阿倫·哈瑟赫斯特（英語：Alan Haselhurst，1937年6月23日—）是一位英格蘭政治人物，他的黨籍是保守黨。自1977年開始，他擔任薩弗倫沃爾登選區選出的英國下議院議員。他曾擔任牛津大學保守協會的主席。